# برانوین جیمز
برانوین جیمز (انگلیسی: Bronwyn James؛ زادهٔ ۲۴ ژوئیهٔ ۱۹۹۴) بازیگر بریتانیایی است. او بیشتر با ایفای نقش در درام تاریخی هارلوت‌ها (۲۰۱۷–۲۰۱۹) و و فیلم موزیکال شرور (۲۰۲۴) شناخته می‌شود.

## تحصیلات
برانوین جیمز در کالج سی‌ای‌پی‌ای، مدرسه ویژهٔ هنرهای نمایشی در ویکفیلد، یورک‌شر غربی، تحصیل کرد. او در سال ۲۰۱۵ از آکادمی هنرهای زنده و ضبط‌شده با مدرک بی‌ای بازیگری فارغ‌التحصیل شد.

## حرفه
برانوین جیمز فعالیت حرفه‌ای خود را در سال ۲۰۱۵ با ایفای نقش شرلی در تئاتر مأمورین اعدام نوشتهٔ مارتین مک‌دونا آغاز کرد.
او از سال ۲۰۱۷ تا ۲۰۱۹ نقش فنی لمبرت را در مجموعهٔ تلویزیونی هارلوت‌ها، محصول شبکهٔ آی‌تی‌وی انکور، ایفا کرد. جیمز نخستین حضور سینمایی خود را در سال ۲۰۱۷ با فیلم درام ارتداد به کارگردانی دنیل کوکوتایلو تجربه کرد.
از سال ۲۰۱۸ تا ۲۰۲۰، او در فیلم پیترلو و همچنین در مجموعه‌های تلویزیونی قتل‌های الفبا، سندی‌لندز، ارواح، غریبه و قابله را خبر کن به ایفای نقش پرداخت.
در سال ۲۰۱۹، برانوین جیمز در کنار راب لو در درام جنایی شبکهٔ آی‌تی‌وی با عنوان بیل وحشی ایفای نقش کرد. نقش‌های بعدی او در سینما شامل دو فیلم درام تاریخی حفاری و اتاق رنگ، هر دو محصول ۲۰۲۱، بود. جیمز همچنین در سال‌های ۲۰۲۲ و ۲۰۲۳ در مجموعه‌های تلویزیونی خیانتکاران و لاک‌وود و شرکا ایفای نقش کرد.
در دسامبر ۲۰۲۲ اعلام شد که جیمز در فیلم موزیکال شرور، اثر استیون شوارتس، در نقش شِن‌شِن یکی از دوستان شخصیت گلیندا بازی خواهد کرد. همچنین در ژانویه ۲۰۲۴ اعلام شد که او نقش رافنات ثورستن را در اقتباس لایو اکشن فیلم چگونه اژدهای خود را تربیت کنیم (۲۰۱۰) بر عهده خواهد داشت و این فیلم در ۱۳ ژوئن ۲۰۲۵ اکران شد.

## زندگی شخصی
در سال ۲۰۲۳، برانوین جیمز با کاترین-آلیس ازدواج کرد؛ کاترین-آلیس بنیان‌گذار سازمان غیرانتفاعی هارتس کالکتیو مستقر در یورک‌شر است که با هدف ارتقای دسترس‌پذیری در عرصهٔ هنر فعالیت می‌کند.